# 1659 Punkaharju
1659 Punkaharju је астероид главног астероидног појаса. Приближан пречник астероида је 31,21 ,
а средња удаљеност астероида од Сунца износи 2,783 астрономских јединица (АЈ).
Инклинација (нагиб) орбите у односу на раван еклиптике је 16,486 степени, а орбитални период износи 1696,253 дана (4,644 године). Ексцентрицитет орбите астероида износи 0,258.
Апсолутна магнитуда астероида износи 10,10 а геометријски албедо 0,165.
Астероид је откривен 28. децембра 1940. године.